# Heckenast Gusztáv történész publikációs listája
Ez a lista Heckenast Gusztáv (1922–1999) műveinek bibliográfiáját tartalmazza.

## Önálló kötetek (monográfiák és forráskiadványok)
- A Rákóczi-szabadságharc. Bp. 1953.
- Fegyver- és lőszergyártás a Rákóczi-szabadságharcban. (Értekezések a történeti tudományok köréből. Új sorozat 13.) Bp. 1959.
- Fejedelmi (királyi) szolgálónépek a korai Árpád-korban. (Értekezések a történeti tudományok köréből. Új sorozat 53.) Bp. 1970.
- Kajali Pál (1662–1710) kuruc szenátor, országos főhadbíró válogatott iratai. Szerk. ~ (Folia Rákócziana 3.) Vaja, 1980.
- A magyarországi vaskohászat története a feudalizmus korában. A XIII. század közepétől a XVIII. század végéig. Bp. 1991.
- Ki kicsoda a Rákóczi-szabadságharcban? Életrajzi adattár. [A szerző halála után] sajtó alá rendezte, kiegészítette és az előszót írta: Mészáros Kálmán. Bp., 2005. (História Könyvtár. Kronológiák, adattárak, 8.)

## Könyvfejezetek
- Bevezetés; A magyarországi vaskohászat története a XIII. század közepéig. In: ~ –Nováki Gyula–Vastagh Gábor–Zoltay Endre: A magyarországi vaskohászat története a korai középkorban. (A honfoglalástól a XIII. század közepéig.) Bp. 1968. 7–11.; 131–171.
- Magyarország a késői feudalizmus korában. [Az 1703-tól 1790-ig terjedő rész.] In: Magyar történelmi kronológia. Az őstörténettől 1966-ig. Segédkönyv a magyar történelem tanulmányozásához. Szerk. Gunst Péter. Bp., 1968. 137–170. [2. kiad.: 1970., 3. átdolgozott kiad.: 1979., 4–6. kiad.: 1981., 1984., 1987.]
- Levéltári útmutató. In: Útmutató a Rákóczi szabadságharc tanulmányozásához. Szerk. R. Várkonyi Ágnes. [Bp.] 1976. 13–29.
- A Rákóczi-szabadságharc. In: Magyarország hadtörténete két kötetben. Főszerk. Liptai Ervin. I. köt. A honfoglalástól a kiegyezésig. Szerk. Borus József. Bp. 1984. (2., jav. kiad.: 1985.) 337–399. (V. fejezet.)

A szemben álló hadseregek c. fejezetből részletek jelentek meg: Szemelvénygyűjtemény az állampolgári és honvédelmi ismeretek oktatásához II. [Bp.] 1992. 13–38.
- A délnémet tőke Magyarországon; A török kiűzése; A Rákóczi-szabadságharc és a nemzetiségek; Az Ausztriai Ház országai. In: Magyarok a Kárpát-medencében. Összeállította és szerk. Glatz Ferenc. Bp. 1988. (História Könyvek) 77., 101–104., 105–108., 118–126.
- Előszó (Ember Győzővel közösen.); Bányászat és ipar; Ipar; Bányászat és ipar; Bányászat és ipar manufaktúra-korszakunk első szakaszában. In: Magyarország története 1686–1790. I–II. köt. Főszerk. Ember Győző– ~. Bp. 1989. (Magyarország története tíz kötetben 4/1–2.) 17–22.; 112–124. és 1315–1317.; 265–269. és 1343.; 627–641. és 1400–1403.; 985–1022. és 1461–1468.
- A magyarok krónikája. Összeállította, szerkesztette és az összefoglaló tanulmányokat írta Glatz Ferenc. Bp. 1995. (2. kiad.: 1996.) [A szerzők között sokakkal együtt ~ is megtalálható.]

## Tanulmányok, közlemények, cikkek
- A márciusi radikálisok. Valóság. Az új magyar értelmiség folyóirata 2(1946) 10. sz. 1–6.
- Általános politicai polgár ABC. (Hetilap, 1848. mart. 24. 375.) Valóság. Az új magyar értelmiség folyóirata 3(1947) 280–281.
- Középiskolás ifjúságunk politikai magatartásáról és neveléséről. Valóság. Az új magyar értelmiség folyóirata 3(1947) 327–329.
- Les roturiers intellectuels en Hongrie, 1780–1848. Revue d’Histoire Comparée 26, új foly. 7(1948) 53–76.
- Függetlenségi harcok a török és Habsburg hódítás korában (1526–1711). In: ~ –Karácsonyi Béla–Lukács Lajos–Spira György: A magyar nép története. Rövid áttekintés. [1. kiad.] Bp. 1951. 114–164. (IV. fejezet)
- A besztercebányai bányászfelkelés (1525–1526). Századok 86(1952) 364–396. Orosz rezümé 500., Francia rezümé 504–505.
- Függetlenségi harcok a török és Habsburg hódítás korában (1526–1711). In: ~ –Incze Miklós–Karácsonyi Béla–Lukács Lajos–Spira György: A magyar nép története. Rövid áttekintés. Bp. 1953. 2., jav. kiad. (3. kiad.: 1953.) 118–181. (VI. fejezet)
- Rákóczi tevékenysége a gazdasági élet fejlesztése érdekében. In: Magyar Történész Kongresszus. 1953. június 6–13. Bp. 1954. 112–120. = A Rákóczi-szabadságharc történetéből. A Magyar Történészkongresszus előadásaiból. 1953. június 6–13-ig. Bp. 1954. 81–93.
- Banskobystrické banícke povstanie 1525–1526. Historický Časopis 2(1954) 71–104. [A Századok 1952. évfolyamában megjelent tanulmány szlovák fordítása.]
- A kuruc nemzeti összefogás kibontakozása (1664–1683); A török kiűzése: A Habsburgok gyarmatszerző háborúja (1683–1703); A Rákóczi-szabadságharc (1703–11); A kuruckor nemzeti kultúrája. In: Sinkovics István – Wittman Tibor – ~: Magyarország története 1526–1711. Kézirat. Rövidített kiadás. A rövidítést végezte: Sinkovics István. [Bp.] 1956. 215–358. (XIV–XVII. fejezet)
- II. Rákóczi Ferenc könyvtára, 1701. Irodalomtörténeti Közlemények 62(1958) 25–36.
- Adatok Bottyán János életéhez (1676–1682.) Történelmi Szemle 1(1958) 215–217.
- A murányvölgyi vashámoros céh szabályzatai. (1585–1713–1755.) Történelmi Szemle 1(1958) 430–447.
- Adatok a vaskohászat történetéhez Magyarországon a XVIII. sz. elején. Bp. 1960. 22 (Kohászati Történeti Bizottság Közleményei 3. Különlenyomat az Értekezések a történeti tudományok köréből. Új sorozat 13. sz. füzethez.)
- A feudáliskori magyarországi vaskohászat historiográfiája. Történelmi Szemle 4(1961) 123–129. – Különlenyomatként is megjelent: Bp. 1960. (Kohászati Történeti Bizottság Közleményei 10.)
- Lányi Pál. (A magyarországi korai kapitalizmus történetéhez.) Történelmi Szemle 5(1962) 18–36.
- A vaskohászat története Magyarországon a honfoglalástól a XVIII. század közepéig. Kohászati Lapok 95(1962) 7. sz. 330–334. = Klny. Bp. 1962. 7 (Kohászati Történeti Bizottság Közleményei 23.)
- Das Eisenhüttenwesen in Ungarn am Anfang des 18. Jahrhunderts. Acta Historica 9(1963) 155–177.
- A Karácsony György-féle parasztfelkelés. (1569–1570.) Történelmi Szemle 6(1963) 19–21.
- Die Verbreitung des Wasserradantriebs im Eisenhüttenwesen in Ungarn. In: Nouvelles études historiques publiées à l’ occasion du XIIe Congrès International des Sciences Historiques par la Commission Nationale des Historiens Hongrois. Red. D[ániel] Csatári, L[ászló] Katus, Á[gnes] Rozsnyói. Bp. 1965. 159–179.
- Forschungen zur Geschichte des ungarischen Mittelalters in den Jahren 1945–1964. Mitteilungen des Instituts für Österreichische Geschichtsforschung 73(Graz–Köln, 1965) 366–381.
- A kora-árpádkori magyar vaskohászat szervezete. Történelmi Szemle 9(1966) 135–161.
- Eisenverhüttung im Burgenland und Westungarn im 10 bis 13. Jahrhundert. Burgenländische Heimatblätter 29(Eisenstadt, 1967) H. 2. 55–65.
- Konyhaedények használatáról Magyarországon 1782-ben. Etnographia 82(1971) 76–77.
- A feudális függési viszonyok kezdeteiről Magyarországon. (A Moszkvai Történész-kongresszus magyar felszólalásaiból.) Századok 105(1971) 1004.
- Magyarország ipara 1726-ban. Történelmi Szemle 14(1971) 320–329.
- Fazola Henrik emlékirata a diósgyőri vasmű alapításáról 1777-ből. Technikatörténeti Szemle 6(1971–1972) 87–93.
- Iparfejlődés a Habsburg-birodalom osztrák és cseh tartományaiban a XVIII. században. (1670–1790.) Történelmi Szemle 16(1973) 188–207.
- Adatok a magyarországi öntészet történetéhez. A vasöntészet kezdete Magyarországon. (Öntöttvas táblák a XVI–XIX. századból.) (Kiszely Gyulával közösen.) Bányászati és Kohászati Lapok. Öntöde 24(1973) 229–238.
- A magyarországi ipar a XVIII. században és a bécsi gazdaságpolitika. Történelmi Szemle 17(1974) 502–506.
- Helytörténet és ipartörténet a Rákóczi-kori kutatásban. In: Rákóczi-kori tudományos ülésszak. 1973. szeptember 20–21. Szerk. Molnár Mátyás. Vaja, 1975. 96–100.
- A jobbágykatonaságra vonatkozó végzés a szatmári békeokmányban. In: A Rákóczi-szabadságharc vitás kérdései. Tudományos emlékülés. 1976. január 29–30. Szerk. Molnár Mátyás. Vaja–Nyíregyháza, 1976. 58–65.
- Etimológia és technikatörténet. In: Az etimológia elmélete és módszere. Az 1974. augusztus 22. és 24. között rendezett nemzetközi konferencia előadásai. Szerk. Benkő Loránd és K. Sal Éva. Bp. 1976. (Nyelvtudományi Értekezések 89.) 120–123.
- A nagyolvasztók elterjedése Magyarországon. Technikatörténeti Szemle 8(1975–1976) 209–216.
- Zum Eisenhüttenwesen in Ungarn. Industriearchäologische Fragestellungen. Neue Züricher Zeitung (1976) Nr. 135. [12./13. Juni.] 60. = Fernausgabe (1976) Nr. 133. [11. Juni.] 28.
- A magyarországi vaskohászat történetének iparrégészeti problémái. (Az ipari műemlékek védelméről rendezett II. nemzetközi kongresszuson Bochumban 1975. szeptember 5-én elhangzott előadás.) Történelmi Szemle 20(1977) 329–332.
- A kislődi vashámor. In: A Dunántúl településtörténete II/1. 1767–1848. A pécsi településtörténeti konferencia anyaga. 1976. augusztus 24–25. (Magyar Tudományos Akadémia Pécsi és Veszprémi Akadémiai Bizottságának Értesítője.) Pécs, 1977. 291–296.
- Die mitteleuropäische Handels- und Finanzkrise der Jahre 1512/1513 und der ungarische Bauernkrieg. In: Aus der Geschichte der ostmitteleuropäischen Bauernbewegungen im 16.–17. Jahrhundert. Vorträge der internationalen wissenschaftlichen Konferenz aus Anlaß der 500. Wiederkehr der Geburt von György Dózsa. Budapest, 12.–15. September 1972. Herausgegeben von Gusztáv Heckenast. Bp. 1977. 107–111.
- Eisenverhüttung in Ungarn im 9.–14. Jahrhundert. In: La formation et le développement des métiers au Moyen Age (Ve–XIVe siècles). Colloque international organisé par le comité des recherches sur les origines des villes tenu à Budapest 25–27 Octobre 1973. Sous la direction de László Gerevich et Ágnes Salamon. Bp. 1977. 85–95.
- Objavenie sa železného hámru na Slovensku a jeho rozšírenie. In: Z dejín vied a techniky na Slovensku VIII. Bratislava, 1977. 45–72.
- Soziale Bewegungen der Bergleute in der Slowakei am Anfang des 18. Jahrhunderts. Zborník Slovenského banského múzea VIII. Banská Štiavnica, 1977. 205–211.
- Az 1707. évi selmecbányai bányászfelkelés. Magyar Tudomány 85. új foly. 23(1978) 653–655.
- Középkori vaskohászatunk levéltári források alapján. Bányászati és Kohászati Lapok. Kohászat 111(1978) 97–105.
- Länderberichte zur Industriearchäologie: Ungarn. SICCIM: II. Internationaler Kongreß für die Erhaltung technischer Denkmäler. Bochum, 1978. 80–83.
- Industriearchäologische Fragestellungen zur Geschichte des Eisenhüttenwesens in Ungarn. SICCIM: II. Internationaler Kongreß für die Erhaltung technischer Denkmäler. Bochum, 1978. 203–208., 390–391.
- Kajali Pál (Ráday Pál apósa). In: Ráday Pál 1677–1733. Előadások és tanulmányok születésének 300. évfordulójára. Szerk. Esze Tamás. Bp. 1980. 281–313.
- Az 1706–1708. évi bányászmozgalmakról. In: Rákóczi-tanulmányok. Szerk. Köpeczi Béla, Hopp Lajos, R. Várkonyi Ágnes. Bp. 1980. 79–85.
- A merkantilizmus és Rákóczi gazdaságpolitikája. In: Európa és a Rákóczi-szabadságharc. A II. Rákóczi Ferenc születésének 300. évfordulója alkalmából Sárospatakon, 1976. május 24–28-án rendezett nemzetközi tudományos konferencia előadásai. Szerk. Benda Kálmán. Bp. 1980. 189–193.
- A vashámor elterjedése Magyarországon. (14–15. század.) Történelmi Szemle 23(1980) 1–29.
- Die Produktionsverhältnisse des Eisenwesens im mittelalterlichen Ungarn. In: Études Historiques Hongroises 1980. publiées à l’ occasion du XVe Congrès International des Sciences Historiques par la Commission Nationale des Historiens Hongrois. Bp. 1980. I. köt. 235–254.
- Dem Reich unterstellt. Die Wirtschaftpolitik Josephs II. am Beispiel Ungarns. Die Furche (Wochenzeitung für Politik, Gesellschaft, Kultur. Wien–St. Pölten.) (1980) Nr. 22. [28. Mai.] 18.
- Vom Aufschwung zur Krise. Die Wirtschaftspolitik Josephs II. am Beispiel Ungarn. In: Was bleib von Joseph II.? Internationales Symposion. Stift Melk. Eine Dokumentation. St. Pölten–Wien, 1980. 112–120.
- A vaskohászat Magyarországon a feudalizmus évszázadaiban. Bányászati és Kohászati Lapok. Kohászat. 114(1981) 472–475.
- Erdély technikai műveltsége Bethlen Gábor korában. Századok 115(1981) 731–736.
- Das Volumen der Eisenproduktion in Ungarn in den 1780er Jahren. = Hornická Příbram ve vĕdĕ a technice. Sekce Báňské zákonodárství a hornictví v minulosti. Příbram 1981. 137–147.
- Equipment and supply of Ferenc II. Rákóczi’s army. In: From Hunyadi to Rákóczi: War and society in late medieval end early modern Hungary. Edited by J. M. Bak and B. K. Király. New York, 1982. (War and society in Eastern Central Europe 3.) 421–431.
- Vaskohászat, vasbányászat a feudalizmusban. Bányászati és Kohászati Lapok. Bányászat. 115(1982) 46–49.
- Über die sogenannten „Historischen Nachrichten”. Acta Historica 29(1983) 245–249.
- Bécsi svéd követjelentések Magyarországról, 1652–1662. Történelmi Szemle 26(1983) 205–223.
- Das Eisenwesen im mittelalterlichen Ungarn. Die Produktions- und Eigentumsverhältnisse. Der Anschnitt 35(1983) 3.
- Der Zustand und die Entwicklung der Industrie in Ungarn zur Zeit Maria Theresias. Jahrbuch für österreichische Kulturgeschichte X. 1984. 235–236.
- Helmut Bräuer: Gesellenmigration in der Zeit der industriellen Revolution. Meldeunterlagen als Quellen zur Erforschung der Wanderbeziehungen zwischen Chemnitz und dem europäischen Raum. Herausgegeben vom Stadtarchiv Karl-Marx-Stadt anläßlich des II. Internationalen Handwerksgeschichtlichen Symposiums in Veszprém (VR Ungarn), Karl-Marx-Stadt 1982, 99 S., 8 Abb. In: Regionalgeschichtliche Beiträge aus dem Bezirk Karl-Marx-Stadt. 1984/5. 79–80.
- A török hódítás és a felső-magyarországi vasipar. In: V. Kézművesipartörténeti szimpózium. Veszprém 1984. november 20–21. Szerk. Nagybákay Péter, Németh Gábor. Veszprém, 1985. 45–48.
- Die Habsburger und Ungarn im 18. Jahrhundert. Acta Historica 31(1985) 113–126.
- A vaskohászat technikai szintje Magyarországon a 16–18. században. (A vasöntés megjelenése és a nagyolvasztók elterjedése.) Századok 119(1985) 917–940.
- Magyarország vastermelése II. József korában. Századok 120(1986) 1040–1094.
- Information über die Edition der ungarischen Landtagsakten. Hungarian Studies 2(1986) 156–159.
- Magyarország vasércbányászata és vastermelése 1526-tól a 18. század végéig. In: Közlemények a magyarországi ásványi nyersanyagok történetéből III. Szerk. Zsámboki László. Miskolc, 1987. 129–162.
- Magyarország bányászata és ipara a XVII. század végén. In: Gazdaság és mentalitás Magyarországon a török kiűzésének idején. (Szécsény, 1985. december 3–4.) Szerk. Praznovszky Mihály, Bagyinszky Istvánné. Salgótarján, 1987. (Discussiones Neogradienses 4.) 79–84.
- Sozialtypen der Unternehmer im Eisenhüttenwesen in Ungarn: XIV–XVIII. Jahrhundert. Acta Historica 34(1988) 217–224.
- Új üzemi formák Magyarország iparában a XVII–XVIII. század fordulóján. In: Előadások és tanulmányok a török elleni visszafoglaló háborúk történetéből. 1686–1688. Szerk. Szita László. Pécs, 1989. 295–302.
- A honoráciorok a reformkorban. Századok 123(1989) 427–441.
- János Zsigmond végrendelete. In: Collectanea Tiburtiana. Tanulmányok Klaniczay Tibor tiszteletére. Szerk. Galavics Géza, Herner János, Keserű Bálint. Szeged, 1990. (Adattár XVI–XVIII. századi szellemi mozgalmaink történetéhez 10.) 155–169.
- A gazdaságpolitika lehetőségei és korlátai. (Magyarország példáján.) Világtörténet új foly. 1990 tavasz–nyár 18–20.
- Eisenhüttenwesen und Umweltgestaltung in Ungarn im 14.–18. Jahrhundert. In: Études Historiques Hongroises 1990 publiées à l’occasion du XVIIe Congrès International des Sciences Historiques par le Comité National des Historiens Hongrois. Environment and Society in Hungary. Edited by Ferenc Glatz. Bp. 1990. III. köt. 113–121.
- Der Anteil des Deutschtums in der technischen Entwicklung des oberungarischen Eisenhüttenwesens vom 13. bis Ende des 18. Jahrhunderts. Südostdeutsches Archiv 22/23(1989/1990) 112–121.
- A Habsburgok gazdaságpolitikája a 17–18. században. (Előadások a Történettudományi Intézetben 17.) Bp. 1991. 23
- II. Rákóczi Ferenc szenátorai. (Életrajzi adattár.) In: Európa vonzásában. Emlékkönyv Kosáry Domokos 80. születésnapjára. Szerk. Glatz Ferenc. Bp. 1993. 69–79.
- A Rákóczi-szabadságharc tábornokai. (Életrajzi adattár.) In: A tudomány szolgálatában. Emlékkönyv Benda Kálmán 80. születésnapjára. Szerk. Glatz Ferenc. Bp. 1993. 163–174.
- A Rákóczi-szabadságharc szenátusa. In: Bercsényi Miklós és kora. Történettudományi konferencia Hódmezővásárhelyen, 1993. október 8–9-én a Rákóczi-szabadságharc megindulásának 290. évfordulója alkalmából. Szerk. Földesi Ferenc, Czeglédi Sándor. [Hódmezővásárhely], é. n. 43–48. [A kiadvány – hely és év nélkül – csak hosszabb idővel a konferencia után jelent meg. Mivel maguk a szerzők sem tudtak a kiadásról, Heckenast Gusztáv kéziratának javított és bővített változata azonos címmel 1998-ban is megjelent a Molnár Mátyás emlékkönyvben.]
- Adatok Agricola recepciójáról a 16. századi Magyarországon. In: Agricola évszázada. Georgius Agricola (1494–1555) születésének 500. évfordulója alkalmából tartott ülésszak előadásai. Miskolci Egyetem 1994. június 29. Szerk. Zsámboki László. Miskolc, 1994. (Közlemények a magyarországi ásványi nyersanyagok történetéből IV.) 57–60.
- A felső-magyarországi bányavárosok kora újkori lehanyatlásának okai. In: Város és társadalom a XVI–XVIII. században. A Miskolci Egyetem történettudományi tanszékeinek konferenciáján elhangzott előadások anyaga. Mályi, 1992. december 15–16. (Studia Miskolcinensia 1.) Szerk. Bessenyei József, Fazekas Csaba. Miskolc, 1994. 45–47.
- A Rákóczi-szabadságharc tábornokai. Hadtörténelmi Közlemények 107(1994) 4. sz. 51–55.
- Magyarország nem magyar iparos népessége a 18. században. Századok 128(1994) 91–101.
- Ki kicsoda volt (who was who) a Rákóczi-szabadságharcban? (Egy életrajzi adattár problémái.) In: Rákóczi-kori tudományos ülésszak a Vay Ádám Múzeum alapításának 30. évfordulója alkalmából. 1994. október 7. Szerk. ~, Molnár Sándor, Németh Péter. Vaja, 1995. 5–12.
- Zur Geschichte des Technologietransfers von Deutschland nach Ungarn im Eisenhüttenwesen (14. bis 18. Jahrhundert). In: Technologietransfer und Wissenschaftsaustausch zwischen Ungarn und Deutschland. Aspekte der historischen Beziehungen in Naturwissenschaft und Technik. Herausgegeben von Holger Fischer und Ferenc Szabadváry. (Südosteuropäische Arbeiten 94.) 59–69.
- II. Rákóczi Ferenc Udvari Gazdasági Tanácsa. (Consilium Aulico-Oeconomicum.) In: A gazdaságtörténet kihívásai. Tanulmányok Berend T. Iván 65. születésnapjára. Szerk. Buza János, Csató Tamás, Gyimesi Sándor. Bp. 1996. 61–68.
- A Rákóczi-szabadságharc gazdasági vezetői. In: Társadalomtörténeti tanulmányok. (Studia Miskolcinensia 2.) Szerk. Fazekas Csaba. Miskolc, 1996. 87–92.
- Adalékok Pápa történetéhez a Rákóczi-szabadságharc idejéből. In: Tanulmányok Pápa város történetéből. 2. Szerk. Hermann István. Pápa, 1996. 99–104.
- Kézművesképzés a középkori Magyarországon. In: A magyar iskola első évszázadai. Die Ersten Jahrhunderte des Sculwesens in Ungarn (996–1526). Az „1000 éves a magyar iskola” országos program győri kiállítása. Xantus János Múzeum, Rómer-terem, Győr. 1996. március 21. – november 11. Szerk. G. Szende Katalin, Szabó Péter közreműködésével. Győr, 1996. 93–96.
- Vay Ádám szerepköre a Rákóczi-szabadságharc vezetésében. In: Rákóczi-kori tudományos ülésszak II. Rákóczi Ferenc fejedelem és bujdosótársai, valamint Vay Ádám hamvai hazahozatalának 90. évfordulója alkalmából. 1996. október 25. Szerk. ~, Molnár Sándor, Németh Péter. Vaja, 1997. 7–17.
- II. Rákóczi Ferenc elitképző Nemesi Társasága. In: Művelődési törekvések a korai újkorban. Tanulmányok Keserű Bálint tiszteletére. Szerk. Balázs Mihály, Font Zsuzsa, Keserű Gizella, Ötvös Péter. (Adattár XVI–XVIII. századi szellemi mozgalmaink történetéhez 35.) Szeged, 1997. 153–169.
- Fejedelmi szolgálónépek. In: A honfoglaló magyarság állama, kultúrája és az ősi vastermelés. I. Konferencia. Somogyfajsz, 1997. Kézirat. Szerk. Stamler Imre. Dunaújváros, 1997. 93–103.
- A Rákóczi-szabadságharc szenátusa. In: Molnár Mátyás emlékkönyv. Készült a Vay Ádám Múzeum alapítója születésének 75. évfordulója tiszteletére. Szerk. ~, Molnár Sándor, Németh Péter. Vaja, 1998. 34–40.
- Limitációk a Rákóczi-szabadságharc levéltárában. In: „Isten áldja a tisztes ipart”. Tanulmányok Domonkos Ottó tiszteletére. Szerk. G. Szende Katalin, Kücsán József. (A Soproni Múzeum kiadványai 3.) Sopron, 1998. 31–34.
- II. Rákóczi Ferenc Udvari Tanácsa. A Herman Ottó Múzeum Évkönyve XXXVII. Szerk. Veres László, Viga Gyula. Miskolc, 1999. 559–570.
- A hegyaljai felkelés historiográfiája és nemzetközi háttere. In: Hegyaljai felkelés 1697. Tanulmányok a felkelés 300. évfordulójára. Szerk. Tamás Edit. (A Sárospataki Rákóczi Múzeum Füzetei 36.) Sárospatak, 2000. 7–12.

## Tankönyvek és jegyzetek
- Magyarország a középkor végén (1301–1526). (Ravasz Jánossal közösen.), A három részre szakadt Magyarország (1526–1711). In: Zsigmond László–P. Zsigmond Pál–Ravasz János– ~: Történelem a VII. osztály számára. Bp. 1948. 87–137., 138–188.
- Magyarország osztrák gyarmat. (1711–1825.) In: ~ –Karácsonyi Béla–Feuer Klára–Zsigmond László: Történelem a VIII. osztály számára. Bp. 1948. 3–39. [Ezek a tankönyvek 1949 és 1957 között számos kiadást és változatlan utánnyomást megértek, esetenként az oldalszámok, a címek és a tananyag iskolai osztályok szerinti átcsoportosítása tekintetében tapasztalhatunk némi változást. A szerzőket 1949-ben ezüst Kossuth-díjjal jutalmazták.]
- Bölcsész-kari jegyzet. Magyarország történelme 1526–1790-ig. Összeállította: ~ egyet. mb. előadó. Kézirat gyanánt. Szeged, 1950/51. 92
- Függetlenségi harcok a török és Habsburg hódítás korában (1526–1711). In: ~ –Spira György: A magyar nép története. II. Rész (1526–1849). Ideiglenes tankönyv. [Bp.] 1951. 3–54.
- Függetlenségi harcok a török és Habsburg hódítás korában (1526–1711). In: ~ –Spira György: A magyar nép története. II. Rész (1526–1849). Középiskolák számára. Bp. [1952.] 3–65. [Számos további kiadás é. n.]
- A kuruc nemzeti összefogás kibontakozása (1665–83); A török kiűzése: A Habsburgok gyarmatszerző háborúja (1683–1703); A Rákóczi-szabadságharc (1703–11). In: Magyarország története a késői feudalizmus korszakában. 1526–1790. (Egyetemi tankönyv. Magyarország története I/2. köt.) Szerk. H. Balázs Éva, Makkai László. Bp. 1957. (Kézirat gyanánt) 206–293. (4. D, E és 5. fejezet)
- A kuruc szabadságharcok. (1665–1711) In: Magyarország története 1526–1790. A késői feudalizmus korszaka. Szerk. H. Balázs Éva, Makkai László. (Egyetemi tankönyv. Magyarország története II.) Bp. 1962. 304–389. (2. kiad.: 1972.)

## Beszámolók, hozzászólások, előszók, viták
- ~ [hozzászólása Benczédi László: Parasztság és kurucság a Thököly-korban c. beszámolójához.] Történelmi Szemle 7(1964) 171.
- ~ hozzászólása [Dercsényi Dezső: A régi magyar művészet periodizációs problémái című előadásához.] Művészettörténeti Értesítő 14(1965) 208–211.
- Hozzászólás a Szigetvári Emlékkönyv vitájához. Hadtörténelmi Közlemények új foly. 13(1966) 900–903.
- Hozzászólás Bartha Antal: A magyar történelem problémái 1526-ig c. előadásához. Történelmi Szemle 11(1968) 143.
- A tízkötetes „Magyarország története” periodizációjáról. (Referátum), ~ kandidátus felszólalása. In: Vita a feudális kori magyar történelem periodizációjáról. Szerk. Varga János. Bp. 1968. (Értekezések a történeti tudományok köréből. Új sorozat 45.) 13–24., 180.
- Rákóczi-kori tudományos ülésszak 1973. szeptember 20–21. (Vaja. 1975. 125) A Rákóczi-kori kutatások újabb eredményei. (Pécs. 1974. 166) [Beszámoló] Századok 110(1976) 1151–1152.
- A II. nemzetközi ipari műemlékvédelmi kongresszus. (Bochum, 1975. szeptember 3–9.) [Beszámoló] Technikatörténeti Szemle 8(1975–1976) 268–271.
- ~ szekcióvezetői beszámolója. In: A Dunántúl településtörténete I. 1686–1768. A székesfehérvári településtörténeti konferencia anyaga 1975. május 26–27. (Magyar Tudományos Akadémia Veszprémi Akadémiai Bizottságának Értesítője. II.) Veszprém, 1976. 309–311.
- ~ elnöki zárszava a könyvankéton. In: Kutatások a gazdasági és társadalmi élet szolgálatában. Dál-dunántúli konferencia Szekszárd, 1975. október 22–23. Szerk. Babics András. Szekszárd, 1976. 238–239.
- Előszó. In: Rákóczi hadserege 1703–1711. Válogatta és a bevezetőket írta: Bánkúti Imre. Bp. 1976. 5–6.
- Szempontok és javaslatok a limitációkataszter elkészítéséhez. In: III. Kézművesipartörténeti szimpózium referátumai és hozzászólásai. Fertőd 1976. október 26–27. Összeállította Nagybákay Péter. Veszprém, 1977. (Magyar Tudományos Akadémia Veszprémi Akadémiai Bizottságának Értesítője.) 1977. 1. sz. 33–34.
- Beköszöntő. (Molnár Mátyással közösen.) [Az induló forráskiadvány-sorozat szerkesztői előszava.] In: Zachar József: Bercsényi László, a Rákóczi-szabadságharc kapitánya, Franciaország marsallja. (Válogatott források.) Szerk. ~, Molnár Mátyás. Vaja, 1979. (Folia Rákócziana 1.) 5.
- Mi a történeti tény? (Az MTA Történettudományi Intézet által 1979. november 19-én rendezett elméleti konferencia vitaindítója.) Történelmi Szemle 23(1980) 677–680.
- Nemzetközi konferencia Bethlen Gáborról Debrecenben. [Beszámoló] Magyar Tudomány. A Magyar Tudományos Akadémia Értesítője 88, új foly. 26(1981) 147–151.

## Ismertetések, bírálatok
- Kosáry Domokos: Kossuth Lajos a reformkorban. (Bp. 1946. Antiqua.) [Ismertetés] Valóság. Az új magyar értelmiség folyóirata 2(1946) 11. sz. 73–76.
- Hadtörténelmi Közlemények. A Honvédelmi Minisztérium Hadtörténelmi Intézetének folyóirata. Új folyam I–II. évfolyam (Budapest, 1954–1955). [Ismertetés] Századok 90(1956) 817–822.
- Tóth Gyula: Balogh Ádám kuruc brigadéros. (Budapest, Zrínyi Kiadó. 1958. 317) [Ismertetés] Századok 92(1958) 398–399.
- Václav Husa: Tomáš Müntzer a Čechy. (Rozpravy Československé akademie vĕd. Řada společenských vĕd. Ročník 67, sešit 11. Praha, 1957. 123) Müntzer Tamás és Csehország. [Ismertetés] Századok 92(1958) 863–864.
- Az új magyar irodalomtörténetről. [A magyar irodalom története 1849-ig. Szerk. Bóka László és Pándi Pál. Bp. 1957. 492 o., ismertetés] Történelmi Szemle 1(1958) 260–262.
- Irodalomtörténeti Közlemények 1957. LXI. évf. [Ismertetés] Történelmi Szemle 2(1959) 180–182.
- Bán Imre: Apáczai Csere János. (Budapest, 1958. 606 Irodalomtörténeti Könyvtár 2.) [Ismertetés] Századok 94(1960) 363–366.
- Radomír Pleiner: Základy slovanského železářského hutnictví v českých zemích. A szláv vaskohászat alapjai Csehországban. (Praha, 1958. Československá akademie vĕd. Monumenta Archaeologica. Tom. VI. 336 lap, 68 ábra, 32 tábla és 5 térkép.) [Ismertetés] Történelmi Szemle 3(1960) 149–151.
- Dokumenty k baníckemu povstaniu na Slovensku (1525–1526). Na vydanie pripravil Peter Ratkoš. (Bratislava, Vydavateľstvo Slovenskej akadémie vied. 1957. 560 Slovenský historický archív. Zväzok I.) Dokumentumok a szlovákiai bányászfelkeléshez (1525–1526). [Ismertetés] Századok 95(1961) 184–187.
- A Kohászati Történeti Bizottság Közleményei. Szerkeszti: Kiszely Gyula. (1–7. sz. Budapest. 1960). [Ismertetés] Századok 95(1961) 431–432.
- Ráday Pál iratai. II. 1707–1708. Sajtó alá rendezte Benda Kálmán és Maksay Ferenc. (Archivum Rákóczianum. II. Rákóczi Ferenc levéltára. I. osztály: XIV. kötet. Budapest, Magyar Történelmi Társulat – Akadémiai Kiadó. 1961. 560) [Ismertetés] Századok 96(1962) 876–877.
- Pápai János törökországi naplói. (Válogatta, sajtó alá rendezte, előszóval és jegyzetekkel ellátta: Benda Kálmán.) (Budapest, Szépirodalmi Könyvkiadó. 1963. 472) [Ismertetés] Századok 97(1963) 1363–1364.
- Josef Polišenský: Otázky studia obecných dĕjin II. Prameny k obecným dĕjinám ve slovenských archivech a knihovnách. (Praha, 1963. Acta Universitatis Carolinae 1963. Philosophica et Historica No. 3. 78) Az egyetemes történet tanulmányozásának kérdései II. Egyetemes történeti források a szlovák levéltárakban és könyvtárakban. [Ismertetés] Századok 99(1965) 275.
- Jozef Vlachovič: Slovenská meď v 16. a 17. storočí. (Bratislava, Vydavateľstvo Slovenskej akadémie vied. 1964. 328) A szlovákiai réz a 16–17. században. [Ismertetés] Századok 99(1965) 950–951.
- Friedrich Klemm: Kurze Geschichte der Technik. Freiburg, 1961. 191 (Herder-Bücherei. Band 106.) [Ismertetés] Technikatörténeti Szemle 1(1962) 248–249.
- Perjés Géza: Mezőgazdasági termelés, népesség, hadseregélelmezés és stratégia a 17. század második felében (1650–1715). Akadémiai Kiadó. Budapest, 1963. 189 [Ismertetés] Magyar Tudomány. A Magyar Tudományos Akadémia Értesítője 70(1963) 848–849.
- Radomír Pleiner: Staré evropské kovářství. Stav metalografického výzkumu. (Praha, Nakladatelství Československé akademie vĕd. 1962. 331+LXVI tab.) Régi európai kovácsmesterség. A metallográfiai kutatás állása. [Ismertetés] Századok 98(1964) 576–578.
- Gustav Hammann: Conradus Cordatus Leombachensis. Sein Leben in Österreich. (Linz. 1964. Sonderdruck aus dem Jahrbuch des oberösterreichischen Musealvereines. 109. Bd. 250–278.) Conradus Cordatus Leombachensis. Élete Ausztriában. [Ismertetés] Századok 100(1966) 533.
- Endrei Walter: Magyarországi textilmanufaktúrák a 18. században. Bp. 1969. 255 [Ismertetés] Technikatörténeti Szemle 5(1968–1970) 303–305.
- Rolf Sprandel: Das Eisengewerbe im Mittelalter. (A vasipar a középkorban.) Anton Hiersemann, Stuttgart, 1968. XII+463, 25 táblázat, 7 diagram, 5 térkép. [Ismertetés] Technikatörténeti Szemle 5(1968–1970) 308–309.
- Mieczysław Radwan: Rudy, kuźnice i huty żelaza w Polsce. (Vasércek, hámorok és olvasztókohók Lengyelországban.) Warszawa, 1963. 268 old. [Ismertetés] Technikatörténeti Szemle 5(1968–1970) 310–311.
- Pavel Hapák: Dejiny železiarskeho priemyslu na Slovensku od konca 18. storočia do roku 1867. (A vasipar története Szlovákiában a 18. sz. végétől 1867-ig.) [Ismertetés] Technikatörténeti Szemle 5(1968–1970) 311–312.
- Endrei Walter: Magyarországi textilmanufaktúrák a XVIII. században. (Budapest, Akadémiai Kiadó, 1969. 255) [Ismertetés] Századok 105(1971) 787–790.
- Bartha Antal: A IX–X. századi magyar társadalom. (Budapest, Akadémiai Kiadó. 1968. 193) [Ismertetés] Századok 105(1971) 1013–1015.
- Antal Bartha: A IX–X. századi magyar társadalom. (Hungarian Society in the 9th and 10th Centuries). Budapest, 1968, Akadémiai Kiadó, pp. 193. [Ismertetés] Acta Historica 18(1972) 401–403.
- Ekkehard Westermann: Das Eislebener Garkupfer und seine Bedeutung für den europäischen Kupfermarkt 1460–1560. (Köln–Wien. Böchlau Verlag. 1971. 373) Az eislebeni finomított réz és jelentősége az európai rézpiacon 1460–1560. [Ismertetés] Századok 106(1972) 1161–1162.
- Pataki József: A csíki vashámor a XVII. század második felében. (Csíkszereda, 1971. 120) [Ismertetés] Századok 108(1974) 743.
- Kristó Gyula – Makk Ferenc – Szegfű László: Adatok „korai” helyneveink ismeretéhez. I–II. (Szeged, 1973–1974. 96, 55, 2 térk. Acta Universitatis Szegediensis de Attila József nominatae. Acta Historica. Tomus XLIV, XLVIII.) [Ismertetés] Századok 109(1975) 420–421.
- Pest-budai hivatali utasítások a XVIII. században. Szerkesztette Bónis György. (Budapest, 1974. 178) [Ismertetés] Századok 110(1976) 561–562.
- Andrei Oţetea: A reneszánsz és a reformáció. (Budapest, Gondolat. 1974. 438.) [Ismertetés] Századok 110(1976) 729–731.
- Andrei Oţetea: A reneszánsz és a reformáció. (La Renaissance et la Réforme.) Budapest, 1974. Gondolat Kiadó. 438 pp. [Ismertetés] Acta Historica 23(1977) 452–454.
- Györffy György: István király és műve. (Gondolat. Budapest 1977. 668) [Ismertetés] Századok 113(1979) 708–710.
- Theodor Mayer: Verwaltungsreform in Ungarn nach der Türkenzeit. Zweite, Durchgesehene und [!] Ergänzte Auflage. Herausgegeben von Josef Fleckenstein und Hainz Stoob. Bearbeitet von Adalbert Toth. Jan Thorlecke Verlag, Sigmaringen, 1980. XII+147 Közigazgatási reform Magyarországon a törökkor után. [Ismertetés] Századok 116(1982) 584–585.
- A legkedvezőbb kompromisszum. Bánkúti Imre: A szatmári béke. [Bp. 1981. 161, ismertetés] Népszabadság 40(1982) 11. sz. [jan. 14.] 7.
- A fejedelem tanulóévei. Köpeczi Béla: Döntés előtt. [Ismertetés] Népszabadság 40(1982) 59. sz. [márc. 11.] 7.
- Válaszúton — háromszáz évvel ezelőtt. A Thököly-felkelés és kora. Tanulmánykötet. Szerkesztette: Benczédi László. [Ismertetés] Népszabadság 42(1984) 75. sz. [márc. 29.] 7.
- Gondolatok az emigrációból. II. Rákóczi Ferenc politikai és erkölcsi végrendelete. [Ismertetés] Népszabadság 43(1985) 155. sz. [júl. 4.] 7.
- Útjelzők a Labirintusban. Péter Katalin: A csejtei várúrnő — Báthory Erzsébet. [Ismertetés] Népszabadság 43(1985) 202. sz. [aug. 29.] 7.
- Küldetésem története. Itinerárium (1708–1709). Krmann Dániel munkája. Fordította Szabó Zsuzsanna, az utószót Fabiny Tibor, a jegyzeteket Fabiny Tibor és Kiss Gy. Csaba írta, a helységnévmutatót Kiss Gy. Csaba állította össze. Európa Könyvkiadó, Budapest, 1984. 184 lap. [Ismertetés] A Ráday Gyűjtemény Évkönyve. IV–V. 1984–1985. Bp., 1986. 303–304.
- Das Goldene Bergbuch (Schemnitz) (Kremnitz) (Neusohl). Herausgegeben von Jozef Vozár. Zlató kniha Banícka (Banská Štiavnica) (Kremnica) (Banská Bystrica). Na vydanie pripravil a preložil Jozef Vozár. Ved, Vydavateľstvo Slovenskej akadémie vied. Bratislava, 1983. (Monumenta Slovaciae Montanistica). 264 l. A selmecbányai aranykönyv. [Ismertetés] Századok 120(1986) 768–769.
- Montanwirtschaft Mitteleuropas vom 12. bis 17. Jahrhundert. Stand, Wege und Aufgaben der Forschung. Bearbeiter: Werner Kroker, Ekkehard Westermann. Bochum 1984. 223 S. (Der Anschnitt. Zeitschrift für Kunst und Kultur im Bergbau. Beiheft 2.) Közép-Európa bányagazdasága a 12–17. században. [Ismertetés] Századok 120(1986) 1137–1139.
- Erdély története. [Ismertetés a 3 kötetes Erdély-monográfiáról.] Vasárnapi Hírek 2(1986) 48. sz. [nov. 30.] 6.
- Patay Pál: Corpus campanarum antiquarum Hungariae. Magyarország régi harangjai és harangöntői 1711 előtt. Magyar Nemzeti Múzeum. Budapest, 1989. 267 [Ismertetés] Századok 125(1991) 179–180.
- Etymologisches Wörterbuch des Ungarischen. Hrsg. Loránd Benkő. Band I. Lieferung 1–3. Budapest, Akadémiai Kiadó, 1992–1993. 794 A magyar nyelv etimológiai szótára. [Ismertetés] Századok 128(1994) 215–216.
- Paul Binder: Die historische (!) Familien- und Ortsnamen des Nösnerlandes und des Rodnaer Grundes (1698–1865). Kiadja az ELTE Magyar Nyelvészeti Tanszékcsoport Névkutató Munkaközössége Budapest, 1994. 404 (Magyar Névtani Dolgozatok 136.) Beszterce és Radna-völgy történelmi személy- és helynevei (1698–1865). [Ismertetés] Századok 129(1995) 911–912.
- Relationes missionariorum de Hungaria et Transilvania (1627–1707). Edidit István György Tóth. (Bibliotheca Academiae Hungariae in Roma. Fontes 1.) Budapest–Roma 1994. 459 o. Misszionáriusok jelentései Magyarországról és Erdélyről (1627–1707). [Ismertetés] Századok 130(1996) 1028–1029.
- Etymologisches Wörterbuch des Ungarischen. Hrsg. Loránd Benkő. Band II. Lieferung 4–6. Budapest, Akadémiai Kiadó, 1994–1995. 795–1683. o. A magyar nyelv etimológiai szótára. [Ismertetés] Századok 130(1996) 1337.
- Pálffy Géza: Katonai igazságszolgáltatás a királyi Magyarországon a XVI–XVII. században. (Győr, 1995. 342 o.) [Ismertetés] Hadtörténelmi Közlemények 110(1997) 178–179.
- Csiffáry Gergely: Manufaktúrák és céhen kívüli ipar Heves megyében. Eger, 1996. 389 o. [Ismertetés] Századok 131(1997) 291.
- Rosta István: Fejezetek Magyarország technikatörténetéből. (Szent István korától a XX. századig.) Nemzeti Tankönyvkiadó, Budapest 1995. 367 o. [Ismertetés] Századok 131(1997) 803–804.

## Nekrológok, megemlékezések
- Wittman Tibor, 1923–1972. [Nekrológ] Századok 106(1972) 1223–1224.
- Paulinyi Oszkár (1899–1982) [Nekrológ] Századok 116(1982) 1365–1366.
- Paulinyi Oszkár (1899–1982) [Nekrológ] Történelmi Szemle 27(1984) 504–505.
- Molnár Mátyás (1923–1982) emlékezete. In: A török orientáció a XVII. századi magyar politikában. Tudományos emlékülés 1983. március 25–26. Szerk. Németh Péter. Vaja, 1985. 6–10.
- Veress Éva irodalmi munkássága. Agrártörténeti Szemle 32(1990) 271–273. [A feleségének műveit tartalmazó bibliográfiát ~ állította össze, és Török Katalin közölte Búcsú Veress Évától (1923–1989). című megemlékezésének végén.]

## Ismeretterjesztő cikkek
- Erdély bukása (1658). Élet és Tudomány 13(1958) 1635–1638.
- Vak Bottyán. (Halálának 250. évfordulójára.) Élet és Tudomány 14(1959) 1475–1478.
- Rákóczi iparpolitikája. Élet és Tudomány 18(1963) 22. sz. 691–693.
- Helységnév és történelem. Élet és Tudomány 21(1966) 867–870.
- A vaskohászat kezdetei Magyarországon. Élet és Tudomány 21(1966) 1491–1494.
- Szigetvári Zrínyi Miklós 400 év magyar történetírásában. Magyar Nemzet 22(1966) 215. sz. [szept. 11.] 9.
- A Dózsa-parasztháború — új megvilágításban. História 1(1979) 3. sz. 13–14.
- Bethlen Gábor emlékezete. Magyar Nemzet 36(1980) 234. sz. [okt. 5.] 9.
- Ráday Pál. A nagyságos fejedelem kancellárja. (Benda Kálmánnal közösen.) In: Olvastam valahol... Történészek a Rádió ismeretterjesztő műsoraiban. Benda Kálmán és Kerekes István műsora. Bp. 1981. 246–254.
- A török kiűzése Magyarországról. História 5(1983) 4. sz. 7–11.
- Az Ausztriai Ház országai. Egy feudális birodalom természetrajza. História 7(1985) 5–6. sz. 15–18.
- A majtényi zászlóletétel. „A magyarok a földbeszúrt 149 zászlót a mezőn hagyva távoztak...” Népszabadság 44(1986) 102. sz. [máj. 1.] 16.
- A császár. [I. Lipót] História 8(1986) 3–4. sz. 45–47.
- A középkori magyar bányajogról. „Mit neveztek kukszának?”; Sibrik Miklós hűségéről. „…Kevesen követték a fejedelmet...” (Benda Kálmánnal közösen.) In: Olvastam valahol...III. Történészek a Rádió ismeretterjesztő műsoraiban. Benda Kálmán és Kerekes István műsora. Bp. 1988. 61–65.; 134–138.
- Száz év Magyarország történetéből. A Magyarország története 4. kötetének főszerkesztői [Ember Győző és Heckenast Gusztáv] nyilatkoznak. ([V]égh [Ferenc] interjúja.) Tudományos Magazin. Az Akadémiai Kiadó műhelyéből 22(1989) 3. sz. 12–16.
- Szent István glória nélkül. És hol vannak a besenyők? (Tuscher Tünde interjúja.) Magyar Hírlap 22(1989) 194. sz. [aug. 19.] 6.
- Közvetlenül Bécstől... A Bánát a 18. században. História 14(1992) 1. sz. 11–14.
- Vaskohászat és természetátalakítás. Magyarország, 16–18. század. História 14(1992) 7. sz. 12–14.
- Magyarország a Habsburg Birodalomban. História 14(1992) 8. sz. 28–30.
- A felzárkóztatás jegyében. Gazdaságpolitika a 17–18. századi Magyarországon. Rubicon 3(1992) 6. sz. 22–25.
- Habsburg-védernyő alatt. Magyarország és a Habsburg Birodalom a 18. században. Rubicon 9(1998) 4–5. sz. 20–25.
- Magyar Királyság a Habsburg Birodalomban. História 21(1999) 2. sz. 29–31.